# 中山獎學金
中山獎學金（英語：Dr. Sun Yat-Sen Scholarship，又稱中山學術獎學金）是中國國民黨中央委員會於1960年在台灣創設的留學獎學金。以中國國民黨創始人孫中山之名來命名此項獎學金，對象為經過考試與黨內考核合格的中國國民黨黨員。
2001年停辦，2010年復辦，持續到2016年9月國民黨永豐銀行帳戶遭不當黨產處理委員會凍結後無法撥款於是暫停。
2022年重新復辦， 惟僅設立社會科學門，且獎學金數額亦大幅度縮減。

## 背景

### 早期情況
中山獎學金是以考試的方式選拔出優秀且具國民黨籍的大學學士畢業生，資助他們出國留學進修，作為“為黨國儲才”。在當時，台灣百姓經濟狀況普遍不好，資金豐厚的中山獎學金給青年學生提供了一條出國留學的機會，而且在當時黨國一體的時空背景下，學成歸國後很有機會繼續被國民黨積極提拔，朝政界發展。

### 現今情況
中國國民黨為了鼓勵更多優秀學子踴躍報名，其考試委員會持續維持2012年的報考資格，放寬黨齡限制，並在原有美國、英國、法國、德國、日本、比利時、加拿大及奧地利等留學國外，新增留學國澳洲，廣開大門，一圓優秀學子出國進修夢想。

## 資格

### 早期
要報考中山獎學金除了必須黨歷清白，且黨齡至少五年以上，年齡在三十五歲以下，還要求曾擔任黨部的義務幹部，並有活躍的實績。

### 現今
只要40歲以下，有中國國民黨黨籍，具中華民國教育部認可的國內、外大學的畢業青年。

## 考試

### 早期
在選考方式上，測驗主義思想和專業科目的筆試佔30%，受考官影響較大的口試佔40%，餘30%則是評估考生過去在黨內的表現是否傑出。

### 現今
一律採通訊報名，報名簡章請至國民黨全球資訊網下載，或至各縣市黨部索取。
有三個階段，分別如下：
1. 筆試：可報考學門有政治、教育、社會、法律、大眾傳播、財經等六個領域。占40%
2. 口試：含外語能力、申請學校及研究計畫評鑑、個人理想及抱負，佔35%
3. 書面審查：應考同志黨內資歷、工作經歷及社團活動能力，佔25%。

## 獎金

### 經費來源
早期由中國國民黨編列預算支付。2000年總統大選，國民黨敗選後，在主、客觀因素影響之下，停辦10年。一直至2009年總統大選獲勝後的10月，時任國民黨主席也是總統的馬英九在第十八次全國代表大會上表示將研究恢復設置中山獎學金，他認為，中國國民黨作為執政黨，應培植更多的年輕人為國家效力是一項極有意義的社會責任，於2010年恢復辦理。且他也認為國民黨的年輕化並不是口號而已，而是要轉化成為行動，未來將提名「正派、清廉、勤政、愛民、有理想、講道義」的同志參選。在2010年重新恢復中山獎學金時，共錄取10名，每人補助兩個學年，總共補助新台幣260萬元。

### 獎金變化
- 1998年，中山獎學金，每人可得新台幣75萬元。
- 2010年，錄取考生獎學金每人每學年定額給付新台幣130萬元，兩學年共計補助新台幣260萬元。但最多兩學年。獎學金資送出國留學期限最高為兩年，逾期不再補助。

## 曾獲得中山獎學金的得獎者
考取中山獎學金出國留學的著名人士有：

### 第1屆得獎者(1960)
本屆報考人數多達七百二十人，共錄取二十名，考試日期在當年的五月一日，名單如下：
- 政治學科：黃清林，中華民國（台灣）旅居日本僑民，曾代表中國國民黨以僑選身份當選為第三屆立法委員。
- 地政學科：江丙坤（1932年12月16日－2018年12月10日），原籍福建省平和縣大溪鎮江寨村，生於臺灣南投，曾任財團法人海峽交流基金會（海基會）董事長。曾任中國國民黨第一副主席、國際民主聯盟副主席、國立臺北大學校友總會總會長。

### 第2屆得獎者(1961)
本屆只錄取十名：
- 楊超植，交大研究所三期畢業，留學美國西北大學。
- 張京育（1937年4月27日－），原籍湖南湘潭。中華民國政治人物、教育家。
- 邵玉銘（1938年11月3日－），原籍嫩江兰西，中國國民黨籍政治人物。

### 第6屆得獎者(1965)
- 關中（1940年6月9日－），滿族正白旗人，生於天津，籍貫安東省鳳城市（今遼寧省丹東市鳳城），中華民國政治人物，曾任考試院院長。

### 1966年-1969年得獎者
- 趙守博（1941年3月1日－），台灣省彰化縣鹿港草港人，中華民國當代政界人士，前任中華職業棒球大聯盟會長、中華民國童軍總會理事長、總統府資政。
- 許信良（1941年5月27日－），生於日治臺灣新竹州中壢郡中壢街，曾任桃園縣縣長、民進黨主席，也是黨外運動重要領導人與代表人物之一。
- 詹春柏（1941年10月30日－），台灣彰化縣人，台灣政治人物，中國國民黨重要黨員，曾任中華民國總統府秘書長、中國國民黨秘書長，現任中國國民黨榮譽副主席。
- 宋楚瑜（1942年3月16日－），生於中華民國湖南省湘潭縣，曾任臺灣唯一的民選省長，現任親民黨主席。

### 1970年得獎者
- 胡志強（1948年5月15日－），生於北平市，曾任台中市市長。
- 陸以正（1924年2月5日－2016年2月26日），生於江西南昌，中華民國外交官。

### 1971-1973年得獎者
- 詹火生（1949年2月10日－），台灣社會福利學者，曾任中華民國行政院勞工委員會主任委員，現任兩岸共同市場基金會董事長、總統府國策顧問、弘光科技大學老人福利與事業系專任教授。
- 沈呂巡（1949年11月12日－），中華民國外交官，2014年4月起出任中華民國駐美代表。
- 胡定吾（1949年－），原籍浙江永嘉，生於臺灣，投資銀行家，曾任中華開發總經理、董事長。中國國民黨籍。
- 包宗和（1952年1月31日－），生於臺灣，籍貫江蘇省鎮江市，臺灣國際關係學者與政治人物，中國國民黨籍，為馬英九兩岸關係重要幕僚。

### 1974年得獎者
- 馮滬祥（1948年5月8日－2021年9月25日），原籍瀋陽市，生於中國上海，前中國國民黨員，現為新黨成員，曾任中華民國總統蔣經國的秘書、國大代表、立法委員。
- 馬英九（1950年7月13日－），原籍湖南衡山，生於香港，1952年隨雙親移居臺灣。1974年，取得國民黨中山獎學金赴美國留學。

### 1976年得獎者
- 夏立言（1950年12月24日－），中華民國外交官，曾任國防部副部長、陸委會主委。現為對外關係協會會長。

### 其他得獎者
- 郭榮趙（1930年6月8日－），臺灣學者、教育工作者，現退休旅居美國。
- 張俊宏（1938年5月17日－），臺灣南投縣南投市人，字景涵，台灣政治人物。台灣黨外運動的參與者。
- 雷倩（1958年11月28日－），祖籍江西丰城，生於台灣台北市，中華民國（台灣）企業家、政治人物。
- 張顯耀（1963年11月6日－），原籍山東昌樂，出生台灣高雄市，曾任總統府國安會諮詢委員、立法委員（國親聯盟）、行政院大陸委員會副主任委員、海峡交流基金会副董事长兼秘书长。
- 李大維、鄭又平、李炳南、許武勝、許勝雄、胡守衡、劉廣平、焦興鎧、等等。

### 1980年得獎者
- 龐建國（1957年8月19日－2022年1月11日），祖籍廣東陽江，生於台灣苗栗，中華民國（台灣）政治人物，曾任台北市議員與立法委員。

### 1982年得獎者
- 林火旺（1952年11月22日－），祖籍福建泉州同安，生於台灣台北關渡，國立臺灣大學哲學系教授。中國國民黨籍，曾任馬英九台北市長選舉競選總幹事。
- 李明（1954年11月17日－），屏東縣人，前外交官及國立政治大學國際事務學院院長。

### 1983年得獎者
- 薛承泰、生於福建金門，父母親沒有唸過國小。

### 1987年得獎者
- 胡幼偉（1961年－），生於臺北市，民國七十六年得主。曾直言當年有「特殊神秘任務」，只是「專心讀書、盡早回國、學以致用、服務民眾」十六字。

### 1989年得獎者
- 金溥聰（1956年8月30日－），原籍中國東北，自稱滿族鑲黄旗后裔，生於臺灣台南市，台灣新聞學者、政治人物，是馬英九重要幕僚。
- 張壯熙（留法，他曾接獲來自駐法代表處的「任務」：幫忙翻譯法文報，但來自黨國的任務「僅此而已」）[來源請求]

### 1991年得獎者
- 孫大千（1969年8月28日－），原籍山東即墨，生於臺灣桃園縣，原為中國國民黨黨員，1991年獲美洲組第一名。

### 1995年得獎者
- 周守訓（1966年8月27日－），中華民國政治人物及學者，中國國民黨籍，曾任立法委員。

### 2001年得獎者
- 江啟臣（1972年3月2日－），臺中豐原人，中華民國政治人物及政治學者，中國國民黨籍。

### 第22屆得獎者(2010年)
- 2010年中山獎學金得主：王保鍵，留學英國
- 政治、國際關係、行政學門：何志勇，2019年取得美國加州大學聖塔芭芭拉分校政治學博士，現任中國國民黨國際事務部副主任暨文化傳播委員會發言人。

### 第24屆得獎者(2012年)
- 政治學門：李厚穎 留學美國 加州大學聖地牙哥分校
- 政治學門：何承融 留學日本筑波大學
- 政治學門：林伯雍 留學美國 匹茲堡大學
- 教育學門：金忻瑩 因個人因素未出國
- 社會學門：劉子瑄 留學美國
- 法律學門：黎家興 留學英國
- 法律學門：孫琪   留學日本
- 大眾傳播學門：徐譽魁 留學法國 巴黎政治學院
- 大眾傳播學門：陳怡璇 留學美國
- 財經學門：洪東敏 留學美國

### 第25屆得獎者(2013年)
- 政治學門：凌濤 留學美國 康乃爾大學
- 大眾傳播學門：鄭安茹 留學美國西北大學（页面存档备份，存于）

### 2022年得獎者
- 社會科學門：王鎧均、陳冠吾、李洸慶、何庭歡、宋高祖 均留學美國

## 爭議
1. 在台灣白色恐怖時代，有報導指出，部份取得中山獎學金的留學生，擔任學生特務，在美國協助中華民國政府，監視其他留學生的言行，並向政府匯報。在陳文成命案發生後，美國政府對相關消息曾加以調查，並對台灣施壓。國民黨主席馬英九曾公開否認[3]。

## 外部連結
- 中國國民黨中山獎學金考選優秀青年同志出國深造辦法（页面存档备份，存于）
- 公告【中國國民黨中山獎學金99年留學考試】Archive.today的存檔，存档日期2012-12-22
- 許建榮-國府統治時期對海外留學生的監控：以美國為例（页面存档备份，存于）